# Cliffhanger (Klettern)

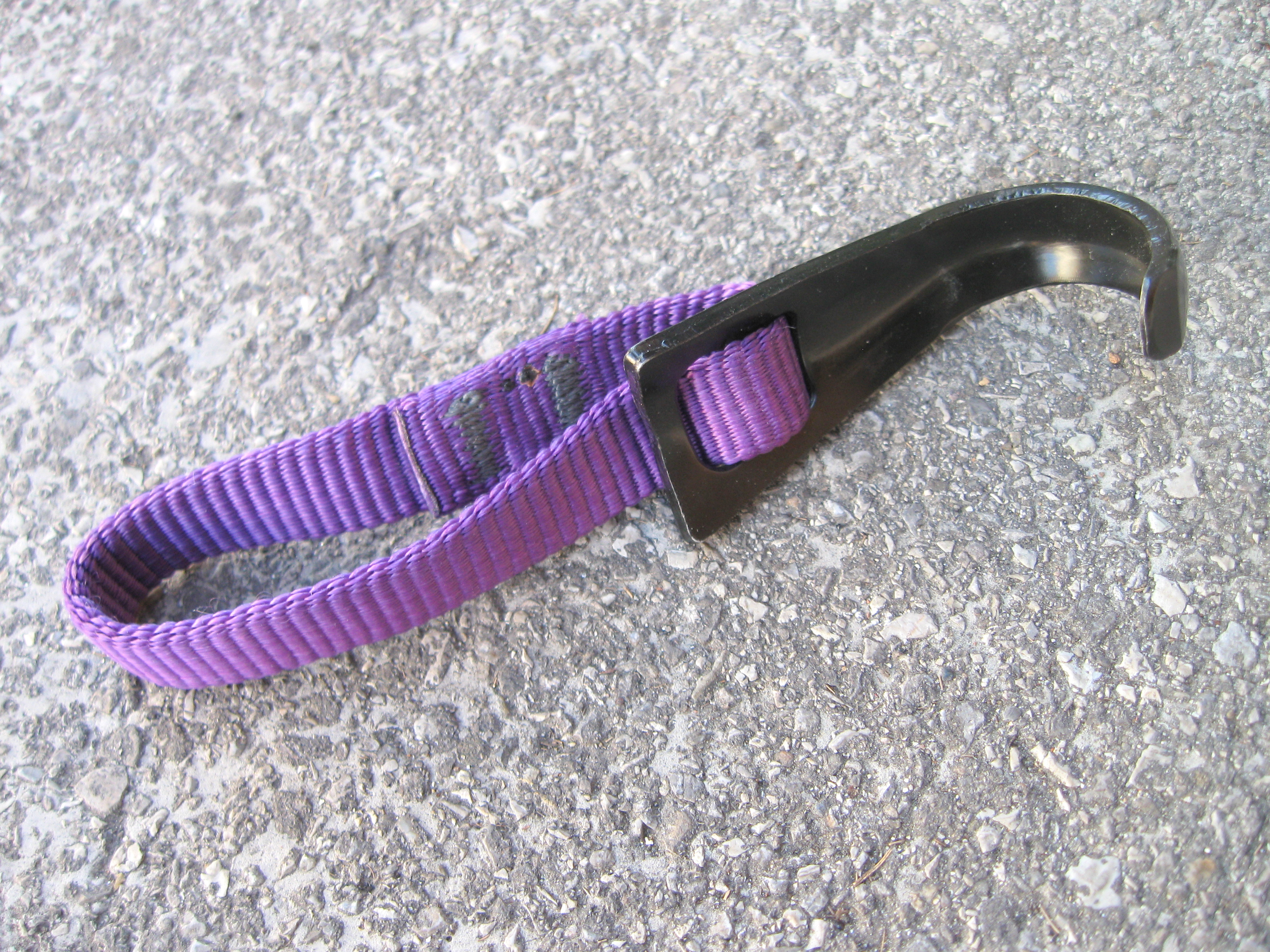
Skyhook

Ein Cliffhanger (auch als Skyhook, Sky hook, Cliff oder Cliffhänger bezeichnet) ist ein Hilfsmittel im Klettersport.

## Funktion und Bauweise
Ein Cliffhanger ist ein kleiner Metallhaken, der an kleine Felsleisten oder Schuppen gehängt werden kann. An einer Öse bzw. einer daran befestigten Schlinge kann sich dann der Kletterer beispielsweise mit seinem Klettergurt einhängen, um auszuruhen und eine neue Position zu finden. Es ist auch möglich, eine Trittschlaufe oder Strickleiter am Gerät zu befestigen, um darin weiter aufzustehen. Die Verwendung von Cliffhangern wird zum technischen Klettern gezählt. Im modernen Freiklettern, bei dem die Verwendung künstlicher Hilfen zur Fortbewegung abgelehnt wird, finden Cliffhanger nur beim Einrichten neuer Routen Verwendung. Hier wird der Cliffhanger benutzt, um dem Vorsteiger das Setzen eines Bohrhakens zu ermöglichen.
Das Gerät ist nur für die Belastung durch Körpergewicht konzipiert und kann nicht als vollwertiger Fixpunkt betrachtet werden, der einer Sturzbelastung standhalten könnte. Üblicherweise können Cliffhanger nur eine Belastung von 1,7 bis 2,8 kN überstehen. Darüber hinaus belasten sie auch den Fels sehr ungünstig (Gefahr des Ausbrechens) und lösen sich leicht schon bei nur geringen Seilbewegungen. Sie sind daher weder als Stand- noch als Zwischensicherung geeignet.

## Geschichte
Der Cliffhanger wurde in den 1940er-Jahren vom Bigwall-Kletterer und gelernten Hufschmied John Salathé für das Klettern im Yosemite Valley entwickelt. Für seine Erstbegehung des Lost-Arrow-Kamins im Jahre 1947 verwendete Salathé erstmals einen 6 inch langen Cliffhanger, den er speziell für diese Route konzipiert hatte. Der Name Skyhook wurde von Salathés Partner Ax Nelson anlässlich dieser Begehung geprägt.